# HD154047
HD154047 — хімічно пекулярна зоря спектрального класу A4, що має видиму зоряну величину в смузі V приблизно  9,0.
Вона  розташована на відстані близько 1098,2 світлових років від Сонця.